# V Empire or Dark Faerytales in Phallustein
V Empire or Dark Faerytales in Phallustein è il primo EP del gruppo musicale britannico Cradle of Filth, pubblicato il 22 aprile 1996 dalla Cacophonous Records.
È composto da 6 brani: 5 inediti ed una rivisitazione di The Forest Whispers My Name, brano già presente nel disco d'esordio.
Dalla band è considerato come un album, tanto che, all'apertura del libretto del terzo e del quarto disco si legge, rispettivamente: "Chapter IV - Cruelty and the Beast" e "Chapter V - Midian".

## Il disco
Uscito per adempiere ai doveri contrattuali della band con la Cacophonous Records, V Empire sancisce un drastico cambio stilistico rispetto al precedente "The Principle of Evil Made Flesh": vengono introdotti elementi sinfonici e tecnici più preponderanti, i quali caratterizzeranno il suono della band nelle produzioni successive.

## Curiosità
- Oltre al netto cambio stilistico, vi furono radicali cambi nella formazione: oltre all'inserimento, in pianta stabile, della corista Sarah Jezebel Deva; entrò il chitarrista Stuart Anstis ed il tastierista Damien Gregori.
- Nonostante compaia nella formazione ufficiale, Jared Demeter non suona le chitarre in questo EP. Ciò è dovuto al fatto che, in realtà, Jared è un personaggio inventato dal gruppo, per dare l'impressione all'ascoltatore che vi siano due chitarre all'interno del gruppo.[senza fonte]

## Tracce
Testi di Dani, musiche di Cradle of Filth.
1. Ebony Dressed for Sunset – 2:49
2. The Forest Whispers My Name – 4:40
3. Queen of Winter, Throned – 10:27
4. Nocturnal Supremacy – 5:53
5. She Mourns a Lengthening Shadow – 3:42
6. The Rape and Ruin of Angels (Hosannas in Extremis) – 8:52

## Formazione
Gruppo
- Dani - voce
- Stuart - chitarra
- Jared - chitarra
- Robin - basso
- Damien - tastiera
- Nicholas - batteria

Coriste
- Sarah - voce addizionale
- Danielle - voce addizionale
- Rachel - voce addizionale